# Grace Momanyi
Grace Kwamboka Momanyi (ur. 13 lutego 1981 lub 3 marca 1982) – kenijska lekkoatletka specjalizująca się w biegach długich. 
Mistrzyni Kenii w biegu przełajowym na dystansie 8 kilometrów (2008). Brązowa medalistka mistrzostw Afryki w biegu na 5000 metrów (2008). Podczas mistrzostw świata w Berlinie w 2009 roku uplasowała się na czwartym miejscu w biegu na 10 000 metrów. Zwyciężczyni igrzysk Wspólnoty Narodów w 2010 roku w rywalizacji na dystansie 10 000 metrów. 
Rekordy życiowe: bieg na 5000 metrów – 14:50,77 (3 lipca 2009, Oslo); bieg na 10 000 metrów – 31:08,24 (12 czerwca 2008, Ostrawa). 

## Osiągnięcia
| Rok  | Impreza                                 | Miejsce     | Konkurencja      | Lokata      | Wynik    |
| ---- | --------------------------------------- | ----------- | ---------------- | ----------- | -------- |
| 2008 | Mistrzostwa świata w biegach na przełaj | Edynburg    | bieg przełajowy  | 10. miejsce | 25:54    |
| 2008 | Mistrzostwa Afryki                      | Addis Abeba | bieg na 5000 m   | 3. miejsce  | 15:50,19 |
| 2008 | Światowy finał lekkoatletyczny IAAF     | Stuttgart   | bieg na 5000 m   | 7. miejsce  | 15:02,44 |
| 2009 | Mistrzostwa świata                      | Berlin      | bieg na 10 000 m | 4. miejsce  | 30:52,25 |
| 2009 | Światowy finał lekkoatletyczny IAAF     | Saloniki    | bieg na 5000 m   | 8. miejsce  | 15:32,43 |
| 2010 | Igrzyska Wspólnoty Narodów              | Nowe Delhi  | bieg na 10 000 m | 1. miejsce  | 32:34,11 |